# Kalzeubet Pahimi Deubet
Kalzeubet Pahimi Deubet là doanh nhân và chính trị gia, giữ chức vụ Thủ tướng Chính phủ Chad.
Sau khi Thủ tướng Djimrangar Dadnadji từ chức vì bị cáo buộc ra lệnh bắt giữ tùy tiện, Deubet đã được bổ nhiệm làm Thủ tướng Chính phủ mới, nhiệm kỳ từ ngày 21 tháng 11 năm 2013